# Clustertruck
Clustertruck es un videojuego de plataformas de 2016 desarrollado por el estudio independiente sueco Landfall Games y publicado por tinyBuild. El juego consta de nueve mundos que el jugador debe navegar saltando sobre camiones en movimiento para evitar obstáculos y el suelo, culminando en una pelea contra un jefe. Este concepto se originó cuando el fundador de Landfall Games, Wilhelm Nylund, se imaginó a sí mismo saltando sobre camiones para escapar del tráfico. Clustertruck se lanzó para Linux, macOS, PlayStation 4, Windows y Xbox One en septiembre de 2016, seguido de una versión para Nintendo Switch en marzo de 2018. Si bien fue elogiado por su jugabilidad, sus gráficos y su banda sonora original, el port de Clustertruck para Nintendo Switch fue criticado principalmente por sus controles.

## Modo de juego
Clustertruck es un videojuego de plataformas que se juega desde una perspectiva en primera persona. A lo largo de nueve mundos con diez niveles cada uno, el jugador navega hacia una meta designada saltando sobre camiones en movimiento con física en tiempo real que chocan, voltean y vuelcan. Durante un nivel, el jugador puede correr o ralentizar el tiempo. Tocar el suelo o cualquier obstáculo activa el game over. Cada mundo introduce un nuevo obstáculo; por ejemplo, el tercer mundo tiene hielo que hace que los camiones estén resbaladizos, el cuarto mundo agrega láseres y el sexto mundo agrega una roca de la que el jugador debe huir. El juego culmina con una pelea contra un jefe en el mundo final. El jugador puede ganar puntos de bonificación saltándose camiones o permaneciendo en el aire, que pueden gastarse en potenciadores, como ganchos de agarre, saltos dobles, aumentos de velocidad, carreras aéreas y una mochila propulsora. El jugador puede usar el editor de niveles para construir y compartir niveles personalizados.
Con la integración a Twitch de Clustertruck, los desarrolladores del juego y los usuarios de Twitch pueden modificar el juego votando en el chat. Las modificaciones incluyen rickrolling, manipulación del tiempo, cambio de color, mensajes en pantalla, camiones explosivos, terremotos, camiones láser, gravedad alta y baja y controles invertidos.

## Desarrollo y lanzamiento
El desarrollo de Clustertruck comenzó en 2015 y duró un año. Mientras viajaba a casa desde Gamescom en 2015, Wilhelm Nylund, el diseñador principal y director ejecutivo de Landfall Games, se imaginó escapando del tráfico saltando sobre camiones para llegar a casa más rápido, lo que lo inspiró a desarrollar el prototipo de Clustertruck. Se probaron nuevas características y se discutió dentro del equipo si se implementarían en el juego. Al desarrollar el juego en Unity, Landfall Games finalmente agregó potenciadores y obstáculos que pasaban. Después de unos meses de desarrollo, se lanzó una versión alfa preliminar. Durante la fase alfa, los probadores del juego descubrieron que podían terminar los niveles antes si llegaban al frente de la fila de camiones. Enviaron un mensaje a los desarrolladores en Discord para que el juego fuera más óptimo para el speedrunning.
Landfall Games planeó lanzar Clustertruck en abril de 2016. Esto se pospuso porque la popularidad inicial del juego llevó al equipo a ampliar su desarrollo. En PAX South 2016, se anunció que Landfall Games había firmado un acuerdo editorial con tinyBuild. El 27 de septiembre de 2016, el juego se lanzó para Linux, macOS, PlayStation 4, Windows y Xbox One, con unas ventas estimadas de 65.000 en su primer mes de lanzamiento. En octubre de 2016, Clustertruck se actualizó con un mapa con temática de Halloween. El 15 de marzo de 2018, se lanzó el juego para Nintendo Switch.
Para una broma del día de las bromas de abril, Landfall Games creó una parodia de Superhot llamada Super Truck en 2016; Al igual que en el juego original, los camiones solo avanzarían cuando el jugador lo haga. Se obtuvo el permiso del equipo de desarrollo de Superhot antes de su producción.

## Recepción
Clustertruck recibió puntuaciones de 76/100 en Metacritic para la versión para PC, 74/100 para el port de Nintendo Switch y 69/100 para la edición de Xbox One. En OpenCritic, el juego tiene un índice de aprobación del 50%.
Los críticos en general elogiaron la jugabilidad, comparándola con el juego infantil El suelo es lava. Otros críticos elogiaron cómo los trucos de cada mundo y la jugabilidad estresante mantuvieron el juego divertido. Emily Sowden de Pocket Gamer notó el repentino aumento de la dificultad y afirmó que el juego es «brutal» e «injusto a veces», pero también «súper sencillo de aprender» para cualquier jugador. Gonçalo Lopes de Nintendo Life elogió el juego por implementar «magistralmente» una combinación de juego casual y duro y darle al jugador opciones sobre cómo superar un nivel. Donald Theriault de Nintendo World Report se sintió satisfecho después de terminar un nivel desafiante, y Alberto Lloret de Hobby Consolas elogió cómo la variedad de mundos del juego cautivó a los jugadores. Mientras que Peter Bathge de PC Games afirmó que las listas de puntuaciones más altas incentivaban a los jugadores a comprar potenciadores, Theriault consideró que el doble salto era el único necesario. Al escribir para Destructoid, Peter Glagowski encontró el primer mundo «decepcionante» con un truco «extraño» y repetitivo, y agregó que el nivel del jefe del juego era demasiado largo, iba en contra del concepto del juego y «absorbe la diversión».
Clustertruck fue elogiado por su banda sonora original. Lopes consideró que las «melodías pegadizas» encajaban con el juego caótico, y Theriault, aunque criticó que «no es tan memorable», apreció cómo la música no se reiniciaba con cada nuevo intento de nivel. Lopes señaló que el uso de polígonos planos y sombreados en el juego ayudó a mantener el rendimiento.
El port de Nintendo Switch enfrentó críticas por sus controles. Algunos críticos afirmaron que girar la cámara del juego con la palanca analógica derecha del Joy-Con era demasiado sensible. A Bathge le resultó «casi imposible» controlar el salto del jugador y girar la cámara simultáneamente con el mismo controlador. Theriault pensó que el juego «funcionó bien» en Nintendo Switch, y Lloret argumentó que los niveles cortos del juego encajan con la «naturaleza portátil» de la consola debido a su longitud.